# Erfinderzeiten
Erfinderzeiten (Eigenschreibweise: ErfinderZeiten: Automuseum und Uhrenmuseum) ist ein Museum für Autos und Uhren in Schramberg und gehört zu der „Auto- und Uhrenwelt Schramberg“. Es wurde im März 2010 eröffnet und zeigt die Entwicklung der Mobilität des „kleinen Mannes“ nach 1945 sowie die Geschichte der Uhrenproduktion im Schwarzwald. 
Das Museum zeigt neben Autos und Uhren auch die Technik und die Automobilgeschichte in Verbindung mit zeittypischen Alltagsszenen.

## Standort und Geschichte
Das Museum befindet sich in und um die historische Hamburg-Amerikanische Uhrenfabrik (H.A.U.). Diese wurde 1875 von Paul Landenberger und Phillip Lang zunächst als Uhrenfabrik „Landenberger und Lang“ gegründet. Landenberger nannte sie 1883, inzwischen Aktiengesellschaft geworden, in Hamburg-Amerikanische Uhrenfabrik um, weil der Sitz zunächst in Hamburg war und Uhren nach „amerikanischem System“ (Einsatz von Maschinen und Materialersparnis) hergestellt wurden. Im Jahr 1929 wurde die H.A.U. von Junghans übernommen. Das Gelände besteht noch aus vielen Denkmälern der Industriekultur, z. B. der Jugendstilbau der früheren Umspannstation und heutigen Dieselmuseums und der ehemalige Automatenbau.

## Architektur
Das  ehemalige Fabrikgebäude H.A.U. 3/5 wurde von dem Industriearchitekten Philipp Jakob Manz entworfen. Das Gebäude ist ein denkmalgeschützter Industriebau und wurde erhaltend renoviert. Die Panzerfenster sind eine Sonderkonstruktion und die Vorläufer der heutigen Verbundscheiben- bzw. Isolierglasfenster. Die Gestaltung der Fenster ist zeittypisch mit aufwändigen Detailausbildungen und wertvollen Beschlägen und Scheiben. Das Museum erstreckt sich auf 5 Stockwerke und 3500 m². Die oberen Stockwerke sind über einen Fahrstuhl oder das Treppenhaus zu erreichen.

## Aufteilung des Auto- und Uhrenmuseums
Das Museum verteilt sich auf fünf Stockwerke, die in chronologischer Reihenfolge von oben nach unten durchquert werden.
- 4. Obergeschoss: Uhrenfertigung im Schwarzwald: In diesem Stockwerk wird die Uhrenentwicklung der letzten 200 Jahre präsentiert. In der Abteilung „Geschichte der Uhr im Schwarzwald“ wird die Entwicklung der Uhr von 1800 über die industrielle Fertigung, die Uhrenkrise bis hin zu innovativen Entwicklungen und zur heutigen Produktion gezeigt. Eine historische Uhrmacherwerkstatt der Firma Junghans gehört zur Ausstellung.
- 3. Obergeschoss: Nachkriegsjahre: „Not macht erfinderisch“
- 2. Obergeschoss: Aufbaujahre 1950–1955 „Alle wollen Autos“
- 1. Obergeschoss: Aufbruch- und Wirtschaftswunderjahre in Baden-Württemberg
- Erdgeschoss: Höhepunkte der Sammlung und Exponate des Herstellers NSU Motorenwerke

## Leihgeber der Exponate
Leihgeber der Exponate ist Martin Sauter, Geschäftsführer und Inhaber der 1844 gegründeten ältesten europäischen Waagenfabrik Gottlieb Kern & Sohn. Zunächst befand sich die Sammlung zwölf Jahre in Engstingen, bevor sie nach Schramberg kam.

## Exponate
Außer mehreren Motorrädern sind die folgenden Automobile ausgestellt:
Auto Union 1000, AWS Shopper, BMW 327, 501, 503, 600, Isetta und LS, Brütsch Mopetta und Brütsch V-2, Buick Century, Cadillac Series 62, Champion 250 und 400, Chevrolet Fleetmaster, Colani GT, DKW F 10, Junior, Meisterklasse und DKW Monza, EMW 327, Fend Flitzer, FMR Kabinenroller, Ford Taunus G93A, Taunus 12 M und 17 M, Fuldamobil N-4, S-4 und S-7, Glas Isar, Goggomobil, Goliath GD 750 und GP 700, Grohsbach Eigenbau, Gutbrod Superior, Hanomag Rekord, Heinkel Kabine, Kleinschnittger F 125, Krause Piccolo Trumpf, Kroboth Allwetterroller, Lloyd Alexander, Arabella, 300, 400 und 600, Maico 500 Sport und MC 500/4, Mercedes-Benz 170 S, 170 V, 190 SL und 300, Messerschmitt Kabinenroller, Meyra Behindertenfahrzeuge, Mini Comtesse,  NSU Prinz, Ro 80, Sport-Prinz und Wankel-Spider, NSU-Fiat 500 Belvedere, Opel Kapitän und Olympia, Petri + Lehr Behindertenfahrzeug, Steinwinter Junior, Tempo Boy, Trabant 600 und 601, Urbanix (Prototyp), Victoria Spatz, VW Käfer und Karmann-Ghia, Wendax WL 250, Willys MB, Zündapp Janus und AWZ P 70.